# Alexander Vencel senior
Alexander Vencel  (* 8. Februar 1944 in Ilva Mare, Ungarn, heute Rumänien) ist ein ehemaliger slowakischer Fußballtorwart und derzeitiger Torwarttrainer. Vencel spielte 25 Mal für die Tschechoslowakische Fußballnationalmannschaft.

## Verein
Alexander Vencel wurde im siebenbürgischen Ilva Mare geboren. Als Jugendlicher kam er in die Tschechoslowakei und spielte Fußball in Diakovce nahe Šaľa. 1958 wechselte er zu TJ Dimitrov Bratislava, das 1960 mit Slovan Bratislava fusionierte.
Seinen zweijährigen Wehrdienst leistete der Torwart von 1963 bis 1965 beim Armeeklub Dukla Komárno ab. Anschließend kehrte er zu Slovan Bratislava zurück und war in den folgenden zwölf Spieljahren dessen Stammtorhüter.
Mit Slovan gewann Vencel 1970, 1974 und 1975 die tschechoslowakische Meisterschaft. Den tschechoslowakischen Pokal gewann die Mannschaft 1968 und 1974. Einen internationalen Erfolg feierte Vencel mit dem Gewinn des Europapokals der Pokalsieger 1968/69.
Nach 321 Erstligaspielen für Slovan Bratislava, davon 132 ohne Gegentor, wechselte Vencel zu 1977 zum damaligen Zweitligisten Plastika Nitra, wo er bis 1979 blieb. Seine Karriere ließ der Torwart von 1980 bis 1982 bei Slovan Wien ausklingen.

## Nationalmannschaft
Alexander Vencel debütierte am 19. September 1965 in der tschechoslowakischen Nationalelf. Die ČSSR besiegte Rumänien in der WM-Qualifikation mit 3:1.
Bis 1977 bestritt Vencel insgesamt 25 Länderspiele, sein größter Konkurrent zu dieser Zeit war Ivo Viktor von Dukla Prag, dessen Stellvertreter Vencel bei der Weltmeisterschaft 1970 war. Im Gruppenspiel gegen Rumänien, das die Tschechen und Slowaken mit 1:2 verloren, kam er zu seinem einzigen WM-Einsatz.
Seine Derniere im Dress der Tschechoslowakei gab Vencel am 30. März 1977 bei der 0:3-Niederlage gegen Wales in Wrexham.

## Trainer
Nach seiner Spielerlaufbahn arbeitete Alexander Vencel als Torwart- und Assistenztrainer in der Slowakei, unter anderem bei Kablo Bratislava, DAC Dunajská Streda und Spartak Trnava. In der Saison 2007/08 arbeitet er bei Slovan Bratislava.

## Sonstiges
- Mit 132 Erstligaspielen ohne Gegentor ist Vencel Mitglied im Klub ligových brankářů.
- Sein Sohn Alexander Vencel junior war ebenfalls Fußballtorwart, er spielte zweimal für die Tschechoslowakei und 19 Mal für die Slowakei. Einen Großteil seiner Profikarriere verbrachte er in Frankreich.